# マグノックス炉

ガス流を示しているマグノックス炉の概略図。熱交換器がコンクリート製放射線遮蔽の外側にある点に注意せよ。 これは初期の、円筒形鋼製圧力容器の使われたマグノックス炉のデザインを表している。

マグノックス炉とは、核分裂により生じた熱エネルギーを、高温の炭酸ガスとして取り出す、英国が開発した原子炉である。黒鉛減速炭酸ガス冷却型原子炉とも。2015年12月30日のウィルファ原子力発電所1号機の運転終了をもってすべての炉が閉鎖された。
マグノックスは、減速材としてグラファイト、熱交換冷却材として二酸化炭素ガスを使用し、天然ウランで動作するように設計された原子力発電/生産用原子炉の一種である。これは、より広いクラスのガス冷却炉に属している。名前は、原子炉内の燃料棒を覆うためにマグネシウム-アルミニウム:合金を使用していることに由来する。マグノックスは他のほとんどの「第1世代原子炉」と同様に、電力と初期の英国の核兵器計画用プルトニウム239生産用のデュアルパーパスで設計された。この名前は特に英国の設計を指しているが、同様の原子炉を指すために一般的に使用されることもある。
他のプルトニウム生産炉と同様に、中性子を節約することが設計の重要な要素である。マグノックスでは、中性子はグラファイトの大きなブロックで減速される。減速材としてのグラファイトの効率は、わずかに濃縮されたウランを必要とする、より一般的な商用軽水炉とは対照的に、マグノックスが天然ウラン燃料で動くことを可能にする。グラファイトは空気中で容易に酸化するため、炉心は(熱交換器にポンプで送り込まれて蒸気を生成し、発電用の従来の蒸気タービン装置を駆動する)CO2で冷却される。炉心は一方の端が開いているため、原子炉がまだ稼働している間に燃料要素を補給または撤去できる。
マグノックス設計の「デュアルユース」機能は英国がB205再処理施設の助けを借りて、燃料級/「原子炉級」プルトニウムを大量備蓄する結果につながった。原子炉設計の低~中燃焼度の特徴は、1960年代の英米「原子炉級」プルトニウム爆発試験の後、米国の規制区分の変更の原因となった。発電(炉)への移行を主な運用目標とし、後の数十年で発電能力を向上させたにもかかわらず、マグノックス炉は最も普及している動力炉の設計である加圧水型原子炉と比較して、その設計と天然ウラン遺産のハンディキャップのために、一貫して高効率/高燃料「燃焼」発電能力を発揮することはできなかった。
このタイプの原子炉は全部で数十基しか建設されておらず、そのほとんどは1950年代から1970年代にかけて英国で建設され、他国に輸出されたものはほとんどなかった。最初にオンラインになったマグノックス炉は、1956年のコールダーホール (セラフィールドサイトにて) であり、「世界で最初の商用規模の発電原子炉」と見なされることが多く、英国で最後に停止したのは2015年 (イニス・モン(Ynys Môn)にある) ウィルファの1号機であった。2016年現在、北朝鮮は、寧辺核科学研究センターでマグノックス型原子炉を使い続けている唯一のオペレーターである。マグノックスの設計は、同様の冷却方式だが、経済的パフォーマンスを改善するための変更を含む、改良型ガス冷却炉に取って代わられた。

## 概要

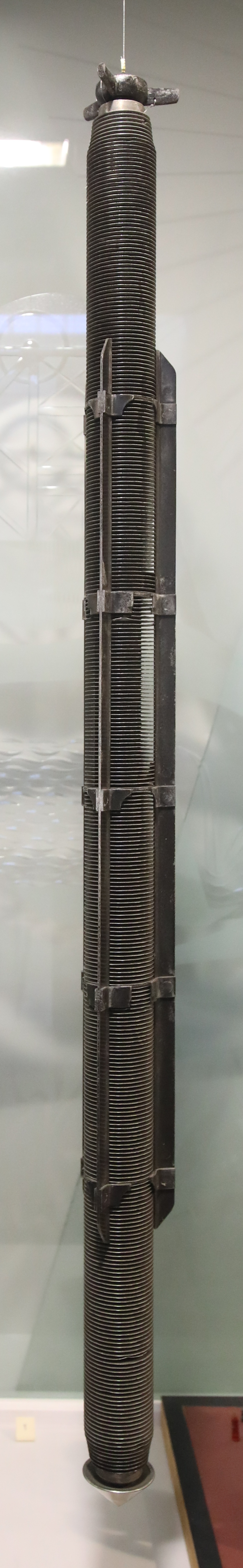
初期設計のマグノックス燃料棒

### ウィンズケール
英国初の本格的な原子炉は、セラフィールドのウィンズケール・パイルであった。このパイルは、天然ウラン燃料で数週間の反応で増殖するプルトニウム239の生産用に設計された。通常の状態では、天然ウランは自身の中性子に対して連鎖反応を維持するほど敏感ではない。中性子に対する燃料の感度を向上させるために、中性子減速材、この場合は高度に精製されたグラファイトが使用される。
原子炉は、この材料の巨大な立方体 (「パイル」) で構成され、多くの小さなブロックで構成され、多数の燃料チャネルを作るために水平にドリルで穴が開けられていた。ウラン燃料はアルミニウム製キャニスターに入れられ、チャネル前部に押し込まれ、前の燃料キャニスターをチャネル越しに押し込み、原子炉後部から水のプールに落とした。このシステムは、低温および低電力レベルで動作するように設計されており、大型ファンの助けを借りて空冷されていた。
グラファイトは可燃性であり、深刻な安全上のリスクをもたらす。これは1957年10月10日に、現在2基のサイトの1基が発火したときに実証された。原子炉は3日間燃え、大規模な汚染は、以前は不必要な「愚行」として嘲笑されていた濾過システムの追加によってのみ回避された。

### マグノックス

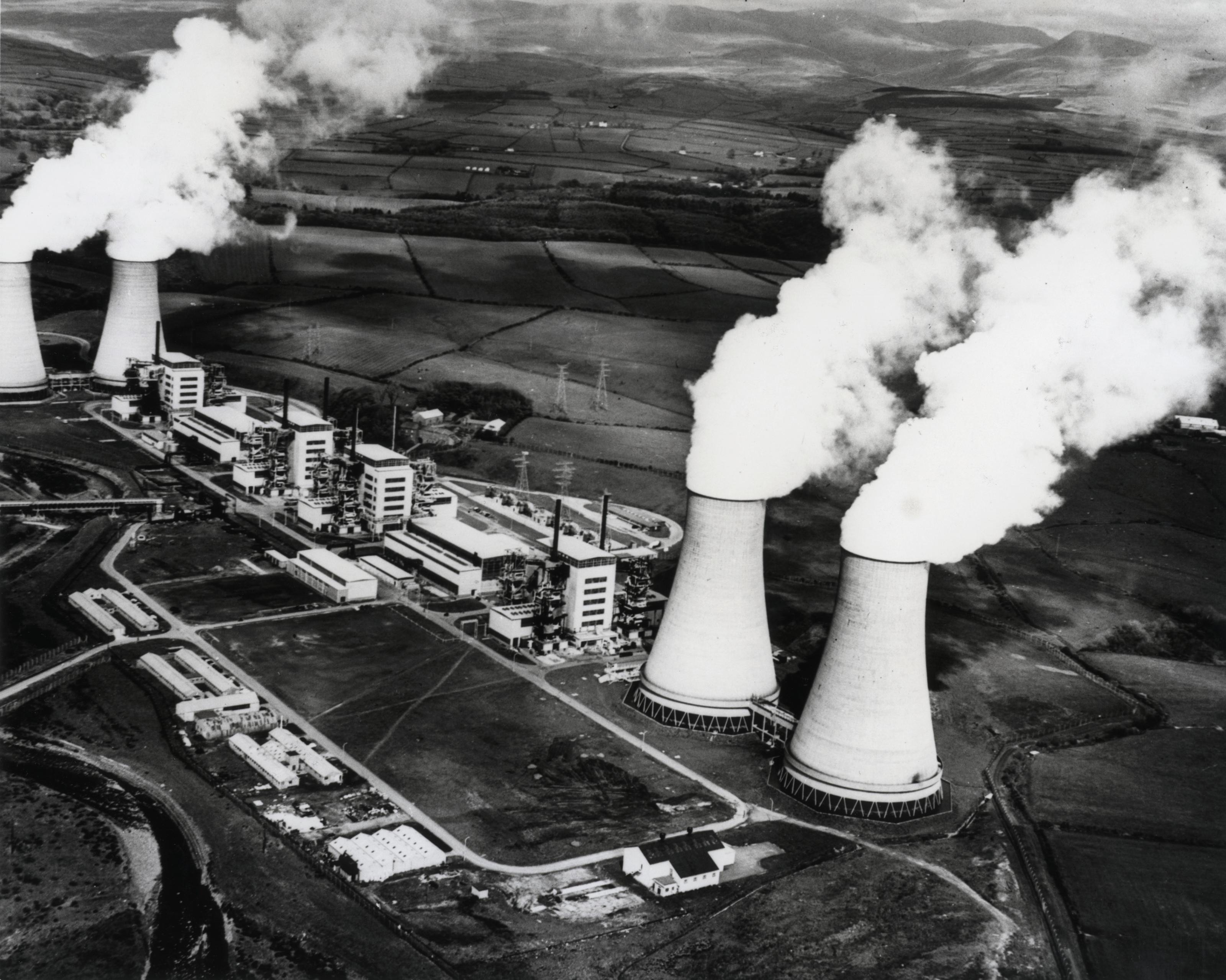
英国、コールダーホール – 世界初の商用原子力発電所。1956年8月27日に初めて送電網に接続され、1956年10月17日にエリザベス女王によって正式に開業した。

英国の原子力エスタブリッシュメントが原子力に関心を向け始めたときに、兵器開発用プルトニウムの更なる需要は相変わらず深刻であった。これはウィンズケールの基本的設計をプルトニウムも生産する発電バージョンに適合させる努力する結果につながった。経済的に有用であるためには、プラントははるかに高い出力レベルで稼働する必要があり、その出力を効率的に電力に変換するには、より高い温度で稼働する必要がある。
これらの出力レベルでは、火災のリスクが増幅され、空冷はもはや適切ではない。マグノックスの設計の場合、これは冷却剤として二酸化炭素 (CO2) を使用する結果につながった。原子炉には、出力中に個々のチャネルを通るガス流を調整する設備はないが、ガス流はダイアグリッドに配置された支持ストラットに取り付けられたフロー・ギャグを使用して調整された。これらのギャグは、炉心の中心で流れを増やし、周辺でそれを減らすために使用された。反応速度の主な制御は必要に応じて、垂直チャネルで上下できる多数のホウ素鋼制御棒(チャペルクロスとコールダー ホールでは48本)によって提供された。
より高温では、アルミニウムはもはや構造的に健全ではなく、マグノックス合金の燃料被覆管の開発につながった。不幸にも、マグノックスは温度が上昇すると反応性が高まり、この材料を使用すると動作ガス温度が 360°C (680°F) に制限され、効率的な蒸気生成に望ましい温度よりもはるかに低くなる。この制限はまた、流体(ガス)の低熱容量が非常に高い流量を必要としたため、任意の出力レベルを生成するために炉が非常に大きくなければならない(冷却にガスを使用することでさらに(問題が)増幅された)ことを意味した。
マグノックスの燃料要素は精製ウランで構成され、ゆるいマグノックスのシェルに閉じ込められた後ヘリウムで加圧された。シェルの外側は通常、CO2との熱交換を改善するためにフィンが付けられていた。マグノックス合金は水と反応するため、原子炉から取り出した後、冷却池に長時間放置することはできない。ウィンズケールのレイアウトとは対照的に、マグノックスの設計では垂直燃料チャネルが使用された。これは燃料シェルを端から端まで一緒にロックするか、一方を他方の上に置いて、チャネル上部から引き出せるようにする必要があった。
ウィンズケールのデザインのように、後のマグノックス炉は燃料チャネルへのアクセスを可能にし、運転中に燃料補給ができた。天然ウランを使用すると燃焼率が低くなり、頻繁な燃料補給が必要になるため、これは設計の重要な基準であった。電力利用については、燃料キャニスターは可能な限り原子炉内に残されたが、プルトニウム生産の場合は早期に取り外された。複雑な燃料補給装置は原子炉システムよりも信頼性が低く、おそらく全体的に有利ではないことが判明した。
原子炉アセンブリ全体は大きな圧力容器に入れられた。パイルの大きさにより、原子炉炉心のみが鋼製圧力アセンブリ内に配置され、その後コンクリートの封じ込め建物（または「生物学的シールド」）に囲まれた。炉心には水がなく、蒸気爆発の可能性がなかったため、建物は圧力容器をしっかりと覆うことができ、建設コストの削減に役立った。封じ込め建物のサイズを抑えるために、マグノックスの初期設計ではCO2ガス熱交換器がドーム外側に配置され、配管で接続されていた。このアプローチには、メンテナンスとアクセスが一般的に簡単であるという長所があったが、主な弱点は、特にシールドされていない上部ダクトから排出される放射線の「輝き」であった。
マグノックスのデザインは進化であり最終的に完成することはなかった、そして後期のユニットは初期のものとはかなり異なる。出力密度を改善するために中性子束が増加すると、特に低温で中性子脆化の問題が発生した。オールドベリーとウィルファの後のユニットは鋼製圧力容器を熱交換器と蒸気プラントも含むプレストレスト・コンクリートバージョンに置き換えた。使用圧力は、鋼製容器では 6.9 ～ 19.35 bar、2つのコンクリート製容器では 24.8および27 barである。
発電所のすべてを建設できるほど大規模な英国の建設会社は当時存在しなかったので、さまざまな競合するコンソーシアムが関与し、発電所間に違いが追加されることになる; たとえば、ほぼすべての発電所が異なる設計のマグノックス燃料要素を使用していた。マグノックスの建物のほとんどは、時間超過とコスト上昇に悩まされた。
原子炉の初回起動では、核反応を開始するのに十分な中性子を供給するために、中性子源が炉心内に配置された。設計の他の側面には炉心全体の中性子束密度を (ある程度まで) 均一にするための中性子束成形または平坦化棒または制御棒の使用が含まれていた。使用されない場合、中心部の中性子束は外側の領域に比べて非常に高くなり、中心部の温度が過度に高くなり、中心部の温度によって制限され、より出力が低下する。各燃料チャネルには「ストリンガー」を形成するために、いくつかの要素が積み重ねられている。これには、スタックを引き出して取り扱うためのラッチ機構が必要であった。これは使用されているニモニックスプリングにコバルトが含まれていたためいくつかの問題を引き起こし、炉から取り出したところ照射されて(放射化し)ガンマ(線量)レベルが高くなった(Co60を参照してください)。さらに、熱電対がいくつかの要素に取り付けられており、原子炉から燃料排出の際に取り外す必要があった。

### AGR
マグノックス設計の「デュアルユース」の性質は、その経済的パフォーマンスを制限する設計上の妥協につながる。マグノックスの設計が展開されていたとき、システムをより経済的にするという明確な意図を持って、改良型ガス冷却炉 (AGR) の作業がすでに進行中であった。主な変更点は、約650°C (1,200°F) というはるかに高い温度で原子炉を稼働させるという決定であり、出力を抽出する蒸気タービンを稼働させる際の効率が大幅に改善する。これはマグノックス合金には熱すぎるため、AGRは当初、新しいベリリウムベースのクラッディング(燃料被覆管)を使用することを意図していたが、これは脆すぎることが判明した。これはステンレス鋼の被覆に置き換えられたが、しかしこれは臨界に影響を与えるのに十分な中性子を吸収し、マグノックスの天然ウランではなくわずかに濃縮されたウランで動作するように設計する必要があり、燃料費を押し上げた。最終的にこのシステムの経済性はマグノックスよりも少し優れていることが証明された。元財務省経済顧問のデビッド・ヘンダーソンはAGRプログラムを、コンコルドと並んで英国政府が後援した2つの最も費用のかかるプロジェクトの誤りの1つと説明した。

## 技術情報
ソース:
| 仕様                  | コールダーホール | ウィルファ     | オールドベリー |
| --------------------- | ---------------- | -------------- | -------------- |
| 熱出力（グロス)、MW   | 182              | 1875           | 835            |
| 電気出力（グロス)、MW | 46               | 590            | 280            |
| 効率, %               | 23               | 33             | 34             |
| 燃料チャネル数        | 1696             | 6150           | 3320           |
| 有効コア径            | 9,45 m           | 17,4 m         | 12,8 m         |
| 有効コア高さ          | 6,4 m            | 9,2 m          | 8,5 m          |
| 平均ガス圧            | 7 bar            | 26,2 bar       | 25,6 bar       |
| 平均入口ガス温度 °C   | 140              | 247            | 245            |
| 平均出口ガス温度 °C   | 336              | 414            | 410            |
| 総ガス流量            | 891 kg/s         | 10254 kg/s     | 4627 kg/s      |
| 材料                  | 天然ウラン金属   | 天然ウラン金属 | 天然ウラン金属 |
| ウランの質量 (トン)   | 120              | 595            | 293            |
| 圧力容器の内径        | 11,28 m          | 29,3 m         | 23,5 m         |
| 圧力容器の内部高さ    | 21,3 m           | —              | 18,3 m         |
| ガス循環器            | 4                | 4              | 4              |
| 蒸気発生器            | 4                | 1              | 4              |
| 発電機の数            | 2                | 2              | 1              |

## 経済

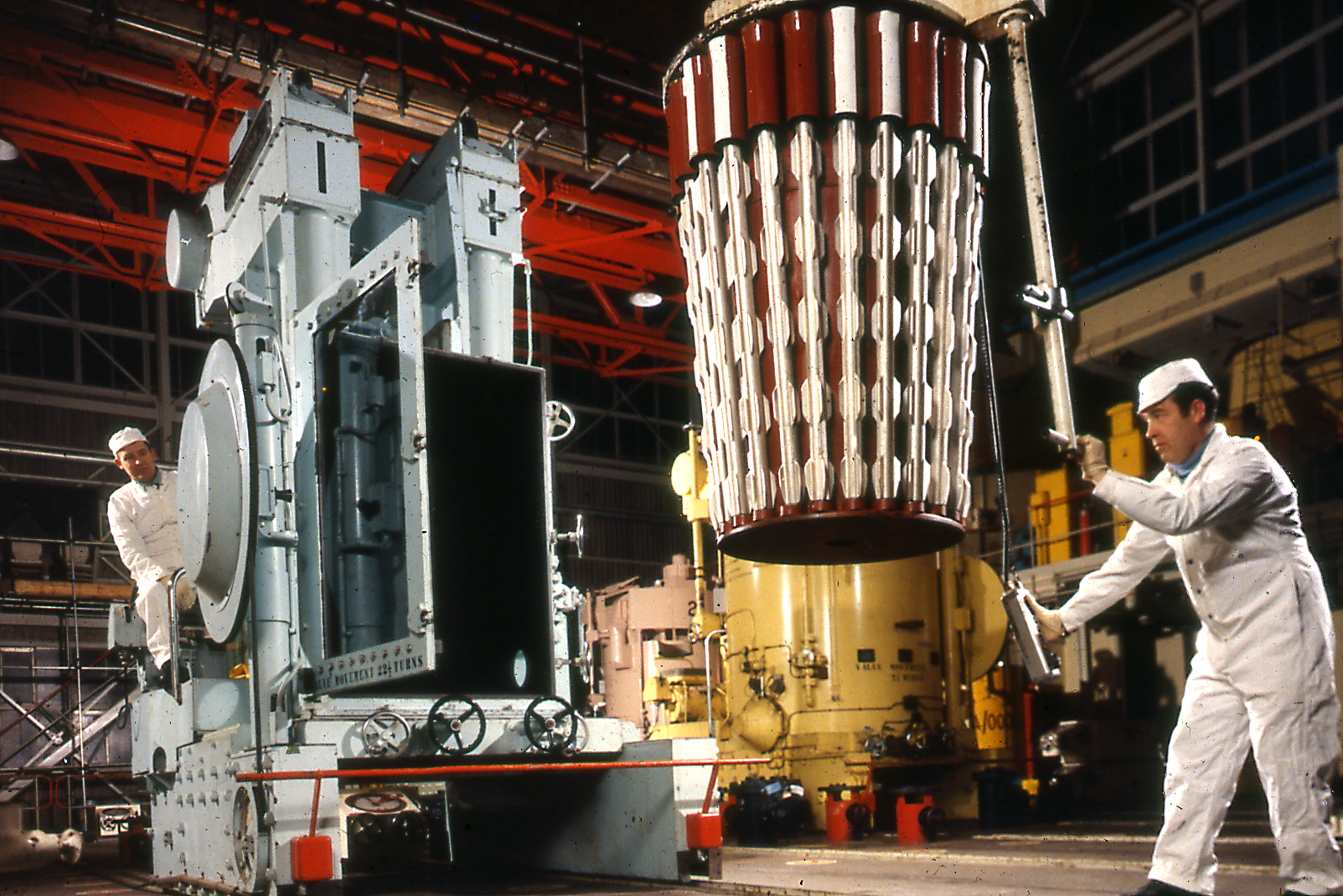
コールダーホール原子力発電所でのマグノックス燃料の積み込み

コールダーホールの最初のマグノックス原子炉は、主に核兵器用のプルトニウムを生産するように設計された。パイルでの照射によるウランからのプルトニウムの生産は、廃棄しなければならない大量の熱を生成するため、この熱から蒸気を生成し、タービンで発電に使用したり、もしくは近くのウィンズケール工場でプロセス熱として使用したりでき、本質的なプロセスの一種の「無料の」副産物と見なされていた。
コールダーホール炉原子炉の効率は、今日の基準では低く、わずか18.8%であった。
英国政府は1957年に原子力発電を促進し、1965年までに英国の発電需要の4分の1である5,000から6,000  MWeの容量を達成するための建設プログラムを実施することを決定した。それでもサー・ジョン・コッククロフトは政府に対し、原子力発電は石炭発電よりも電気代が高くつくと忠告していたが、政府は石炭火力発電所の代替としての原子力発電所は炭鉱労働組合の交渉力を減らすのに役立つと判断し、推進することにした。1960年、政府白書は、建設プログラムを3,000 MWeに縮小し、石炭発電が25%安価であることを認めた。1963年に下院に提出された政府の声明では、原子力発電は石炭の2倍以上の費用がかかると述べられていた 。生産されたプルトニウムに価値を与える「プルトニウム・クレジット」は、経済状況を改善するために使用されたが、発電所の運営者にはこのクレジットが支払われることはなかった。
原子炉から取り出された使用済み燃料要素は、それは（二酸化炭素雰囲気で乾燥した貯蔵庫を持つウィルファを除く）冷却池に貯蔵され、冷却池に貯蔵され、そこで崩壊熱が池の水に伝達され、池の水の循環、冷却、およびろ過システムによって除去される。マグノックス被覆材が劣化する前に燃料要素を水中で限られた期間しか保管できないため、必然的に再処理する必要があるという事実は、マグノックス・プログラムのコストに追加される。
後のレビューでは、最も経済的な設計を標準化するのではなく、プロジェクトごとに継続的な開発プロジェクトが行われたこと、および2つの輸出注文しか達成できなかった原子炉の開発に固執したことが批判された。
資本の5%という低い割引率を使用してコストを遡及的に評価すると、マグノックスの電力コストは、石炭火力発電所が提供するよりも50%近く高くなると見積もられた。

## 安全性

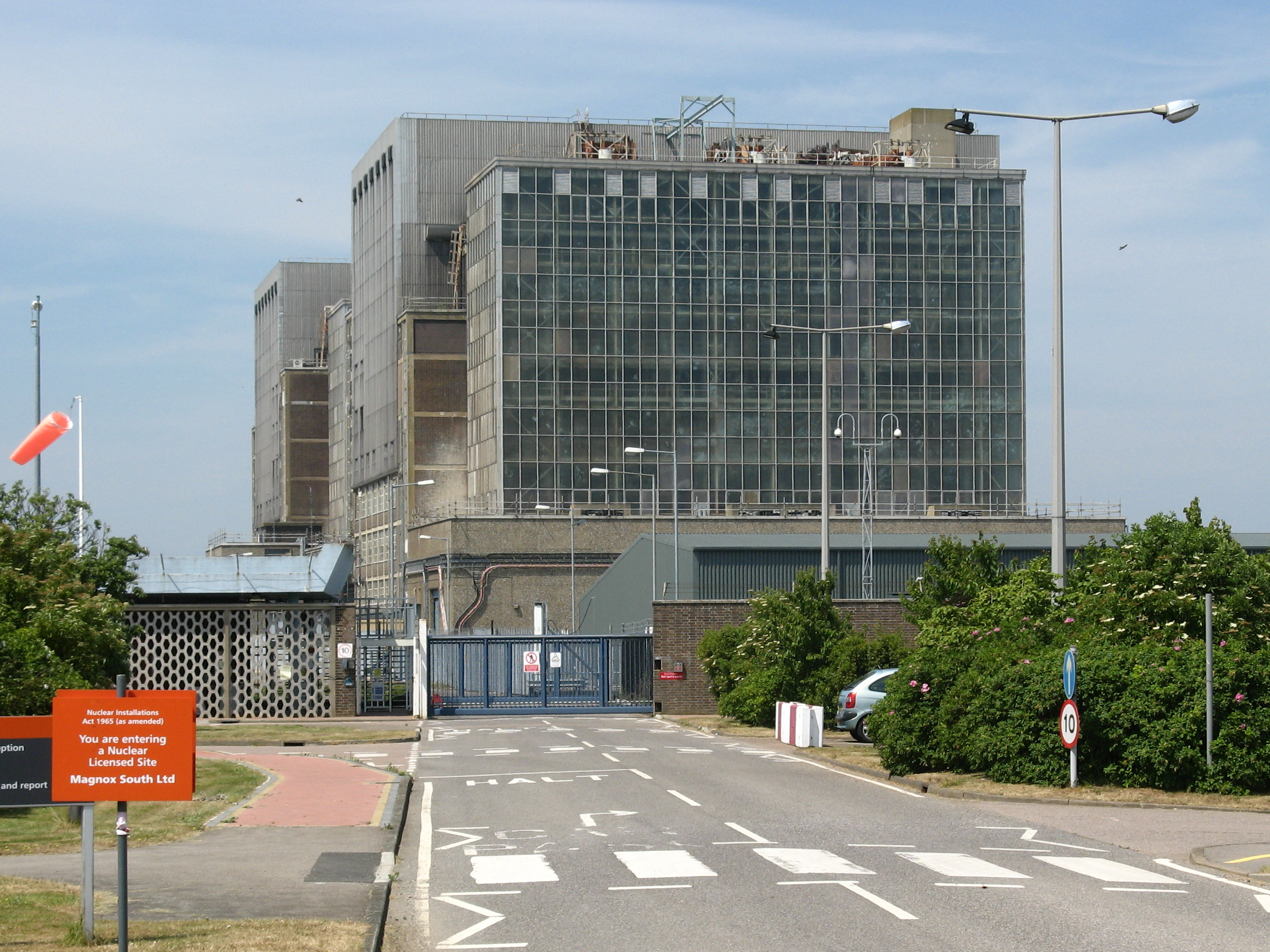
ブラッドウェル原子力発電所の マグノックス原子炉建屋

マグノックス原子炉は当時、その単純な設計、低出力密度、およびガス冷却剤のために、かなりの程度の本質的な安全性を備えていると考えられていた。このため、二次収容(secondary containment)機能は提供されなかった。当時の安全設計の原則は「最大の信頼できる事故(maximum credible accident)」であり、発電所がそれに耐えられるように設計されていれば、それ以外の類似の事故はすべて含まれるという前提が立てられていた。(少なくとも設計で考慮される)冷却材喪失事故は、原子炉が急速に停止（スクラム）されたと仮定すると、マグノックス被覆管は放射性物質の大部分を保持することになるが崩壊熱は空気の自然循環によって除去できるため、大規模な燃料破損は引き起こさないだろう。冷却材はすでに気体であるため、チェルノブイリ事故で壊滅的な蒸気爆発が起きたように、沸騰による爆発的な圧力上昇のリスクはない。原子炉を迅速に停止するための原子炉停止システムの故障、または自然循環の故障は、設計では考慮されていない。1967年にチャペルクロスは、個々のチャネルでのガスの流れが制限されたために燃料溶融を経験し、けれどもこれはステーションの乗組員によって大きな事故なく処理されたが、このイベントは設計または計画されたものではなく、放出された放射能はステーションの設計中に予想されたよりも大きかった。
本質的に安全な設計であるという信条(belief)にもかかわらず、10度のセクター(?)では、1.5マイル (2.4 km) 以内の人口が500人未満、5マイル (8.0 km)以内の人口が10,000人未満、10マイル (16 km)以内の人口が100,000人未満になるという配置上の制約が決定された。さらに、敷地周辺のあらゆる方向の人口は、10度制限(?)の6倍未満になる。5マイル以内の人口の大幅な増加を防ぐために、計画許可の制約が使用される。
古い鋼製圧力容器の設計では、ボイラーとガスダクトはコンクリート製の生物学的シールドの外側にある。その結果、この設計では原子炉から「輝き」と呼ばれる大量の直接ガンマ線と中性子線が排出される。例えば、2002年にダンジネス マグノックス原子炉の近くに住んでいた公衆の中で最も被ばくしたメンバーは、0.56 mSvを被った。これは、国際放射線防護委員会が推奨する公衆の最大放射線量制限の半分以上であり、直接の「輝き」だけからである。
完全なガス回路をカプセル化するコンクリート圧力容器を備えたオールドベリーおよびウィルファ原子炉からの線量は、はるかに低い。

## 建設された原子炉

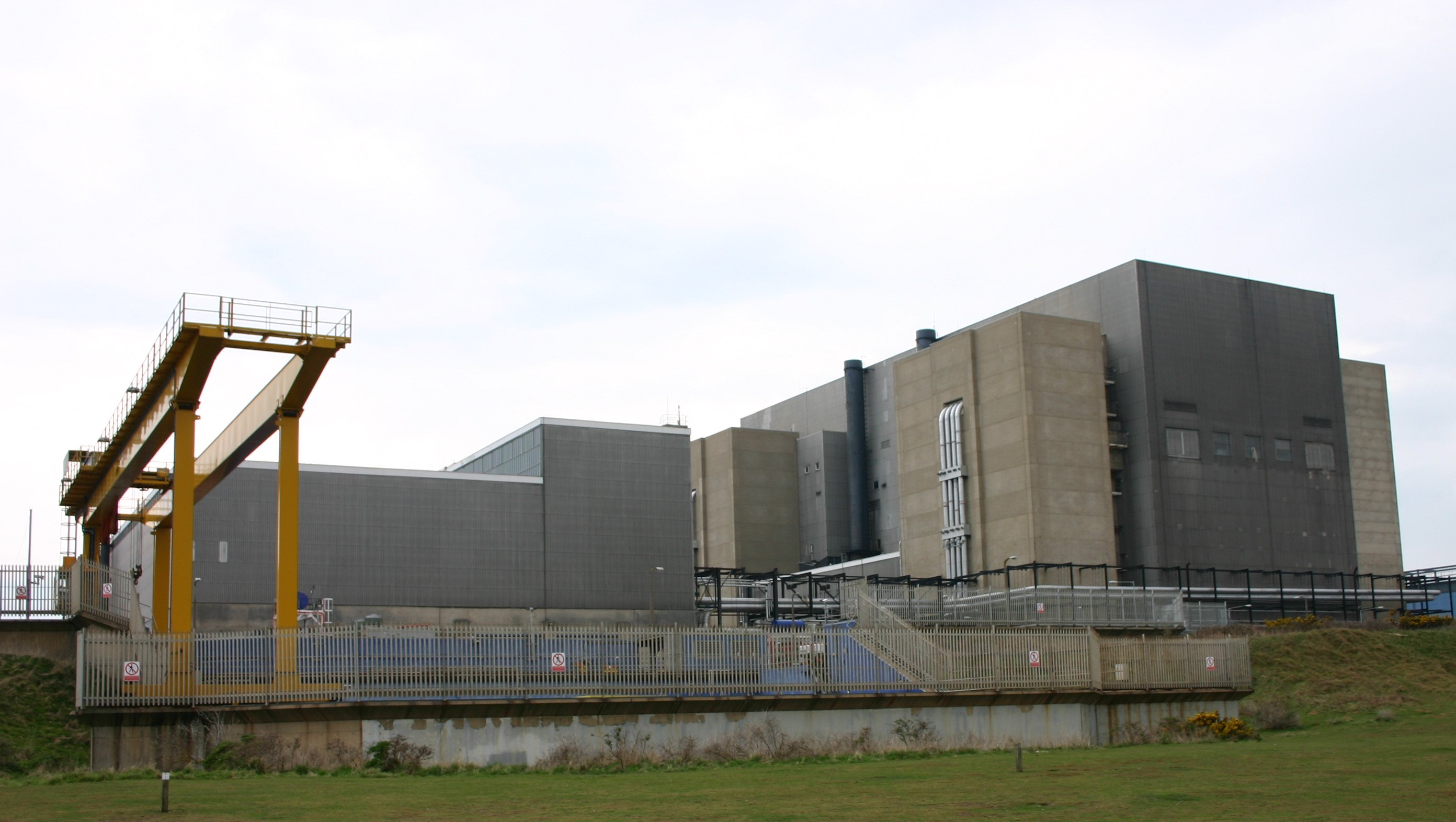
サイズウェルA原発 マグノックス

全部で11ヵ所の発電所、計26基が設計発祥の地である英国で建設された。加えて、1つは日本の東海に、もう1つはイタリアのラティーナに輸出された。北朝鮮はまた、Atoms for Peace 会議で公開された英国の設計に基づいて、独自のマグノックス炉を開発した。
最初のマグノックス発電所(コールダーホール)は、工業規模で発電した世界初の原子力発電所であった (ロシアのオブニンスクにある発電所は、1954年12月1日に電力網へ非商用極少量の供給を開始した)。グリッドへの最初の接続は1956年8月27日に行われ、発電所は1956年10月17日にエリザベス2世女王によって正式に開設された。発電所が2003年3月31日に閉鎖されたとき、最初の原子炉は47年近く使用されていた。
最初の2つの発電所 (コールダーホールとチャペルクロス) は元々UKAEAが所有しており、当初は主に兵器級のプルトニウムを年2回の燃料装填で製造するために使用されていた。1964年からは主に商用燃料サイクルで使用され、1995年4月に英国政府は兵器目的のプルトニウムの生産をすべて停止したと発表した。
後期のより大型のユニットはCEGBが所有し、商用燃料サイクルで運転された。しかし、ヒンクリー・ポイントAと他の2つの発電所は、必要に応じて軍事目的で兵器級プルトニウムを抽出できるよう改造された。

### 腐食を減らすための軽減
初期の運転では、高温の二酸化炭素冷却剤によって軟鋼部品が著しく酸化し、運転温度と出力を下げる必要があることがわかった。例えば、ラティーナは1969年に、運転温度を390 - 360 °C (734 - 680 °F)に下げることにより、210 MWeから160 MWeに24%低下した。

### 最後に稼働したマグノックス炉
原子力廃止措置機関 (NDA) は、2015年12月30日に、(世界で最後に稼働したマグノックス炉である)ウィルファ1号機が閉鎖されたと発表した。ユニットは、当初計画よりも5年間長く発電していた。ウィルファの2つのユニットは両方とも2012年末に閉鎖される予定であったが、しかし製造されなくなった既存の燃料在庫を完全に活用するため、NDAは2012年4月に2号機を停止することを決定し、1号機が運転を継続できるようにした。
北朝鮮の寧辺にある、マグノックスの設計に基づく小型の5 MWe実験用原子炉が2016年現在稼働を続けている。

## マグノックスの定義

### マグノックス合金
マグノックスは核分裂生成物を封じ込めるため、非濃縮ウラン金属燃料を非酸化被覆で被覆するのに使用される合金—主にマグネシウムと少量のアルミニウムおよびその他の金属—の名前でもある。マグノックス(MagNOx)とは、Magnesium Non-Oxidisingの略である。この材料には、中性子捕獲断面積が小さいという利点があるが、2つの大きな欠点がある:
- 最高温度を制限し、このゆえに、プラントの熱効率をも制限する。
- 水と反応し、水中での使用済み燃料の長期保管を妨げる。

マグノックス燃料の低動作温度にもかかわらず熱伝達の最大化をする内蔵冷却フィンは、生産するには高くなる。酸化物ではなく金属ウランを使用することで再処理がより簡単になり、したがってより安価になったが、原子炉から取り出した直後に燃料を再処理する必要があるということは、核分裂生成物の危険性が深刻であることを意味していた。この危険に対処するには、高価な遠隔処理設備が必要であった。

### マグノックス発電所(plants)
用語マグノックスはざっくり次を指すかもしれない:
- 北朝鮮の原子炉3基。すべて機密解除されたコールダーホールのマグノックス炉の設計図に基づく:
  - 1986年から1994年まで稼働し、2003年に再稼働した寧辺の小規模な5MWe実験炉。この原子炉の使用済み燃料からのプルトニウムは、北朝鮮の核兵器プログラムで使用されている。
  - 同じく寧辺にある1985年に建設が開始されたが、1994年の米朝枠組み合意に従って完成することはなかった50MWe原子炉。
  - 泰川の200MWe原子炉も1994年に建設が中止された。
- フランスで建設されたUNGG発電炉9基は、現在すべて停止している。これらは燃料被覆管がマグネシウム-ジルコニウム合金であること&バーが(マグノックスの垂直ではなく)水平に配置されていることを除いて二酸化炭素冷却、天然ウラン金属燃料を使用する黒鉛炉、イギリスのマグノックス原子炉と設計と目的が非常に似ていた。

## 廃炉

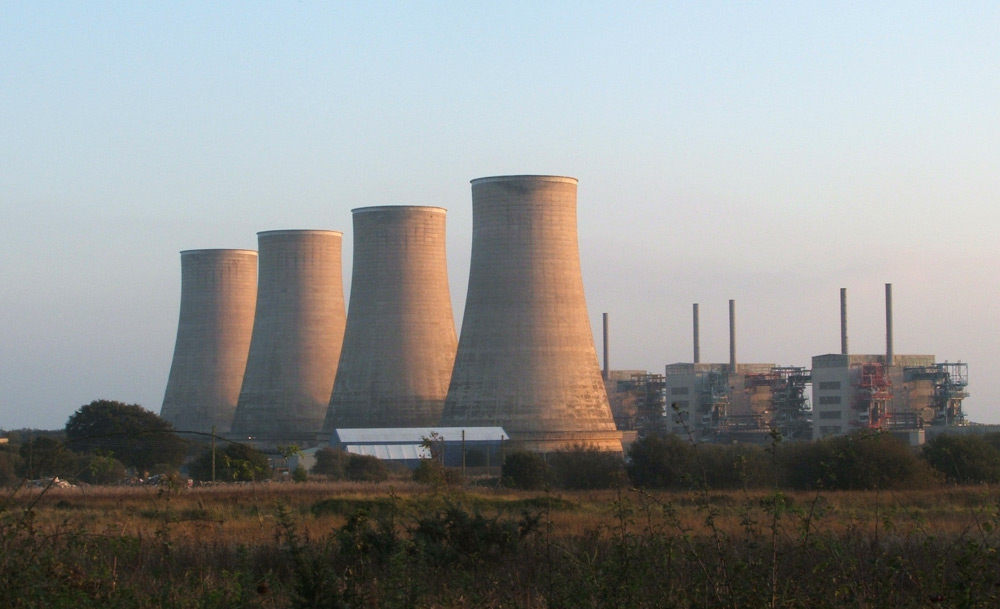
2007年に冷却塔が取り壊される前のチャペルクロス

原子力廃止措置機関 (NDA) は、英国のマグノックス発電所の廃止措置を担当しており、推定費用は126億ポンドである。25年か100年かの廃止措置戦略を採用すべきかどうかについて議論があった。80年後、燃料を抜いた炉心内の短寿命放射性物質は、原子炉構造への人間のアクセスが可能になるまで崩壊し、解体作業が容易になる。より短い廃止措置戦略では、ロボットによるコア解体技術が必要になる。現在の約100年間の廃止計画は Safestore と呼ばれている。130年の Deferred Safestore Strategy も検討され、推定コストは14億ポンド削減されたが、選択されなかった。
さらに、他の活動の中でも、使用済みマグノックス燃料の再処理を行ったセラフィールドサイトの廃止費用は、315億ポンドと見積もられている。マグノックス燃料はプレストン近くのスプリングフィールドで生産され; 推定廃止費用は3億7,100万ポンドである。マグノックスの活動を廃止するための総コストは200億ポンドを超える可能性が高く、平均化すると生産的な原子炉サイトあたり約20億ポンドである。
コールダーホールは、世界初の商業用原子力発電所として1956年に開設され、英国の産業遺産の重要な部分を占めている。NDAは、コールダーホール1号機を博物館のサイトとして保存するかどうかを検討している。
英国のすべてのマグノックス原子炉サイト (コールダーホールを除く) は、NDAの子会社であるマグノックス社によって運営されている。
NDAサイトライセンス会社 (SLC) である Reactor Sites Management Company (RSMC) は、もともとNDAに代わってMagnox Ltdを管理する契約を結んでいた。2007年、RSMCは、British Nuclear Fuels から米国の核燃料サイクル サービス プロバイダ EnergySolutions に買収された。
2008年10月1日、Magnox Electric Ltd は2つの原子力ライセンス企業、Magnox North Ltd と Magnox South Ltd. に分割された。
Magnox North サイト
- チャペルクロス
- Hunterston A
- オールドベリー
- Trawsfynydd
- ウィルファ

Magnox South サイト
- Berkeley
- ブラッドウェル
- Dungeness A
- ヒンクリー・ポイントA

2011年1月、Magnox North Ltd と Magnox South Ltd は Magnox Ltd として再結合された。調達と契約管理の問題に続いて、Magnox Ltd は2019年9月にNDAの子会社になる。

## 開発の経緯
マグノックス炉の由来は、当時開発された超高温に耐えうるマグネシウムの新合金「マグノックス」を使用したことから来ている。マグノックスが最初に使用された原子炉は、英国北西部、カンブリア州のコールダーホール原子力発電所(現在名：セラフィールド)で1956年10月17日に運転を開始した世界最初の商用原子炉である。米国では低濃縮ウラン燃料を使用する軽水炉が主流であったが、英国にはウラン濃縮の技術が無かった為、天然ウランを燃料として使用できる、ガス冷却炉が開発された。

## 欠点
ガスの冷却材は、熱容量および熱伝導率が低いため、ガス圧を上げることで、必要な熱出力を確保していた。しかし、軽水炉に比べて、熱出力密度が小さい為に、原子炉がどうしても大型になってしまう問題もあった。
その後、マグノックス炉を原型に、多くのガス冷却型発電原子炉が実用化され、日本初の原子力発電所、東海発電所にも導入された。
マグノックス炉は、余剰反応度が元々小さい為、燃料を効率よく燃焼させることが難しく、安定して運転を行うためには頻繁に燃料を交換する必要がある。例えば東海発電所では、大きな燃料交換機を使用し、一日に20本から30本の燃料棒を交換していた。

## GCRの構成要素
- 燃料:天然ウラン
- 冷却材:炭酸ガス
- 減速材:黒鉛

ほかに希ガスであるヘリウムが用いられることがある。

## 英国のマグノックス原子炉の一覧
| 名前                  | 場所                                                       | 位置 (ジオハック) | ユニット数 | 発電量(MWe)    | 発電量(MWe) | 送電網初接続 | シャットダウン |
| 名前                  | 場所                                                       | 位置 (ジオハック) | ユニット数 | ユニットあたり | 総量        | 送電網初接続 | シャットダウン |
| --------------------- | ---------------------------------------------------------- | ----------------- | ---------- | -------------- | ----------- | ------------ | -------------- |
| コールダーホール      | カンブリア州ホワイトヘブン近く                             | NY025042          | 4          | 50             | 200         | 1956         | 2003           |
| チャペルクロス        | ダンフリーズ・アンド・ガロウェイアナン近く                 | NY216697          | 4          | 60             | 240         | 1959         | 2004           |
| バークレー            | グロスタシャー                                             | ST659994          | 2          | 138            | 276         | 1962         | 1989           |
| ブラッドウェル        | エセックスサウスミンスター近く                             | TM001087          | 2          | 121            | 242         | 1962         | 2002           |
| ハンターストンA       | ウェスト・キルブライドとノース・エアシャー、フェアリーの間 | NS183513          | 2          | 180            | 360         | 1964         | 1990           |
| ヒンクリー・ポイントA | サマセット州ブリッジウォーター近く                         | TR330623          | 2          | 235            | 470         | 1965         | 1999           |
| トロースフィニッド    | グウィネズ                                                 | SH690381          | 2          | 195            | 390         | 1965         | 1991           |
| ダンジネスA           | ケント                                                     | TR074170          | 2          | 219            | 438         | 1966         | 2006           |
| サイズウェルA         | サフォーク州レイストン近く                                 | TM472634          | 2          | 210            | 420         | 1966         | 2006           |
| オールドベリー        | ソーンベリー近く                                           | ST606945          | 2          | 217            | 434         | 1968         | 2012           |
| ウィルファ            | アングルシー島                                             | SH350937          | 2          | 490            | 980         | 1971         | 2015           |

## 英国から輸出されたマグノックス炉
| 名前       | 場所     | ユニット数 | 発電量(MWe)    | 発電量(MWe) | 送電網初接続 | シャットダウン                                  |
| 名前       | 場所     | ユニット数 | ユニットあたり | 総量        | 送電網初接続 | シャットダウン                                  |
| ---------- | -------- | ---------- | -------------- | ----------- | ------------ | ----------------------------------------------- |
| ラティーナ | イタリア | 1          | 160            | 160         | 1963         | 1987 (イタリアの原子力に関する国民投票を受けて) |
| 東海村     | 日本     | 1          | 166            | 166         | 1966         | 1998                                            |